# Diura bicaudata
Diura bicaudata är en bäcksländeart som först beskrevs av Carl von Linné 1758.  Diura bicaudata ingår i släktet Diura och familjen rovbäcksländor. Arten är reproducerande i Sverige. Inga underarter finns listade i Catalogue of Life.